# دهه ۵۵۰ (میلادی)
دهه ۵۵۰ (میلادی) دهه پنجاه و پنجم تقویم میلادی است.

## درگذشتگان
‎